# Goodness Ajayi
Goodness Ohiremen Ajayi (Benin City, 6 ottobre 1994) è un calciatore nigeriano, attaccante dell'Opatija.

## Biografia
È il fratello di Isaac Success, a sua volta calciatore.

## Palmarès

### Club

#### Competizioni nazionali
- Campionato croato: 1

Rijeka: 2016-2017
- Coppa di Croazia: 2

Rijeka: 2013-2014, 2016-2017
- Supercoppa di Croazia: 1

Rijeka: 2014
- Druga nogometna liga: 1

Opatija: 2023-2024

### Individuale
- Capocannoniere della Druga nogometna liga: 1

2023-2024 (16 reti)